# Wolfram Kons

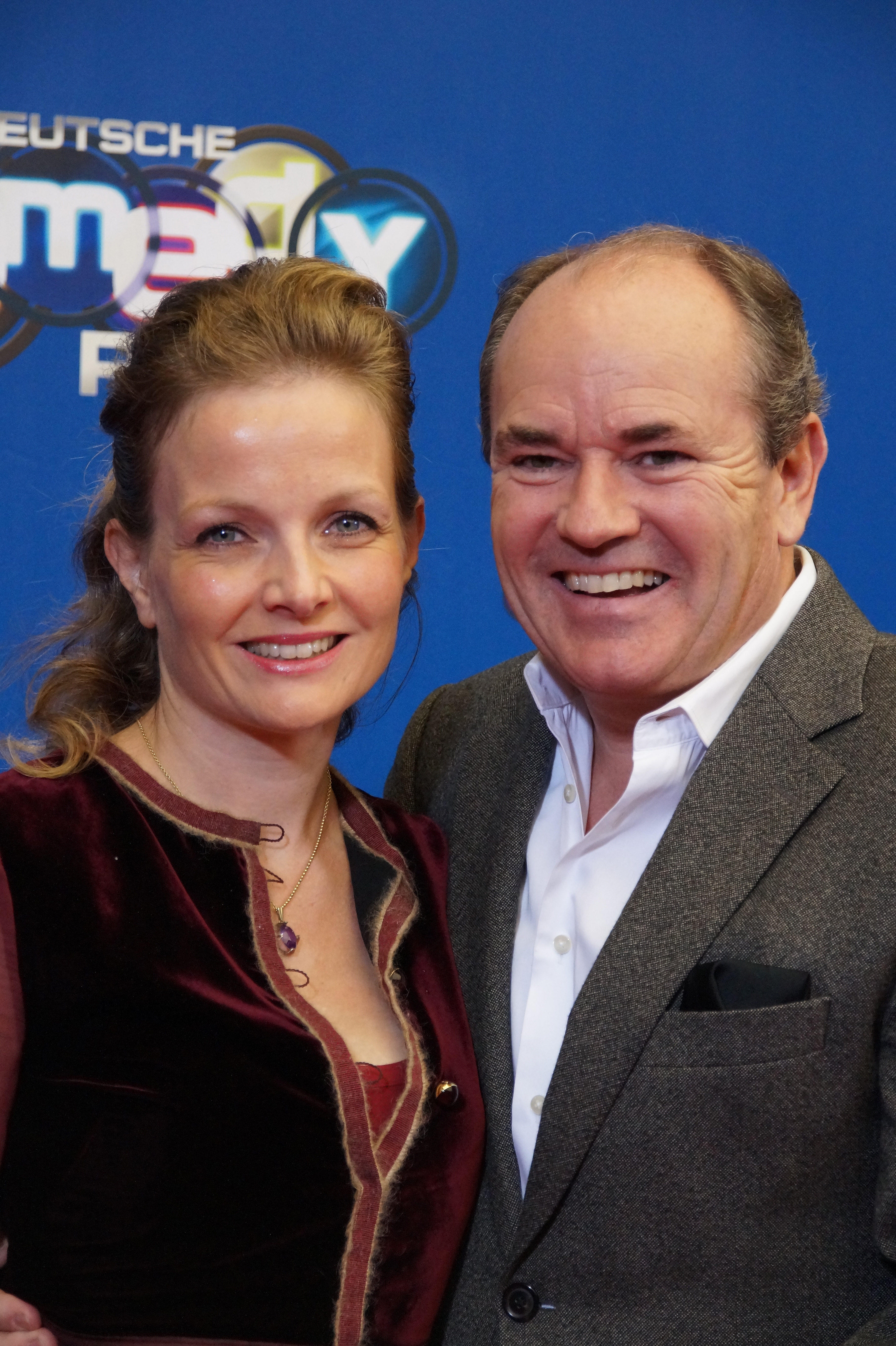
Wolfram Kons mit Frau Alexa beim Comedypreis 2016 in Köln

Wolfram Maria Kons (* 7. Juni 1964 in Düsseldorf) ist ein deutscher Journalist und Fernsehmoderator.

## Leben und Karriere
Sein Vater Wilhelm Kons war Stadtdirektor von Neuss. Seine Kindheit verbrachte Kons, der drei Brüder hat, in Neuss-Selikum. Er absolvierte nach seinem Abitur am Alexander-von-Humboldt-Gymnasium Neuss ein Jurastudium und ein journalistisches Volontariat bei Radio Gong 96,3 in München. Ab 1983 war er Reporter und ab 1987 Moderator bei verschiedenen Radiosendern.
Seit 1991 arbeitet er bei RTL. Dort präsentierte er das RTL-Morgenmagazin Guten Morgen Deutschland in Köln und war Autor beim WDR. Außerdem produzierte er seit 1993 Reisereportagen für Die Welt.
Zwischendurch moderierte Kons bei DW-TV das Polit-Magazin Standpunkte und für RTL II die Sendung Werbetrommel. Ab 1994 war er Moderator und leitender Redakteur beim RTL-Morgenmagazin Punkt 7, Nachfolger von Guten Morgen Deutschland. Von 1997 bis 2022 präsentierte er die RTL-Morgenmagazine Punkt 6 und seit 2000 zudem Punkt 9, die 2013 wieder in Guten Morgen Deutschland umbenannt wurden. Dieses moderierte er meist an der Seite von Angela Finger-Erben. 
Darüber hinaus moderiert Kons seit 1996 den 24-stündigen RTL-Spendenmarathon, dessen Projektleiter er zudem seit 2004 ist. Zusammen mit Ulli Potofski kommentierte er außerdem von 1998 bis 2009 die RTL-Sendung Domino Day. Für sein Engagement für Charity-Sendungen im deutschen Fernsehen wurde er 2004 vom damaligen Bundespräsidenten Horst Köhler mit der Verdienstmedaille des Bundesverdienstordens ausgezeichnet. 2005 wurde er Kommunikationsdirektor bei RTL und übernahm die Gesamtleitung der RTL Charity bzw. Stiftung RTL. Ab dem 5. Mai 2008 moderierte er zusätzlich die Quiz-Show 1 gegen 100, die bis zur Einstellung nach 79 Folgen von Montag bis Freitag um 17:00 Uhr bei RTL ausgestrahlt wurde. Im Dezember 2013 moderierte er bis zu dessen Einstellung gemeinsam mit Ann-Katrin Schröder vier Sendungen des Sonntagsmagazines sonntags.live.
2012 synchronisierte Kons im Film Ice Age 4 – Voll verschoben den Dachs „Gupta“.
Ab Oktober 2017 moderierte Wolfram Kons eine Neuauflage von Der Preis ist heiß, die auf dem Sender RTLplus ausgestrahlt wurde.
Kons war bis 1996 mit Maxi Biewer und von 1999 bis Ende 2010 elf Jahre lang mit der Berliner Modeagentin Angela van Moll liiert. Seit August 2012 ist er mit der Kunsthistorikerin Alexa Apermann (* 1978) verheiratet, die am 28. Juni 2012 einen gemeinsamen Sohn zur Welt brachte. Die Familie lebt im Neusser Stadtteil Reuschenberg.

## Auszeichnungen
- 2004: Bundesverdienstorden[4]

- 2020: Verdienstorden des Landes Nordrhein-Westfalen[11]